# PhpMyAdmin
phpMyAdmin은 MySQL과 MariaDB를 위한 관리 도구이다. PHP로 개발된 포터블 웹 애플리케이션이며 데이터베이스, 테이블, 필드, 열의 작성, 수정, 삭제, 또 SQL 상태 실행, 사용자 및 사용 권한 관리 등의 다양한 작업을 수행할 수 있다. 특히 웹 호스팅 서비스를 위한 가장 대중적인 MySQL 관리 도구 가운데 하나가 되었다.

## 기능
이 프로그램에는 다음과 같은 기능이 있다:
1. 웹 인터페이스
2. MySQL 데이터베이스 관리
3. CSV과 SQL로부터 데이터 가져오기
4. 데이터를 다양한 형식으로 내보내기: CSV, SQL, XML, PDF (TCPDF 라이브러리를 통해), ISO/IEC 26300 - 오픈도큐먼트 텍스트 및 스프레드시트, 워드, 엑셀, LaTeX 등
5. 다중 서버 관리
6. 데이터베이스 양식의 PDF 그래픽 작성
7. 쿼리별 조회(QBE)를 이용한 복잡한 쿼리 작성
8. 데이터베이스 및 하부 집합 전역 검색
9. 미리 정의된 함수 집합을 사용하여 저장된 데이터를 원하는 형식으로 변형 (BLOB 데이터를 다운로드 링크나 이미지로 표시 등)
10. 쿼리 모니터 (프로세스)